# Ensayo del veneno de la víbora de Russell diluido

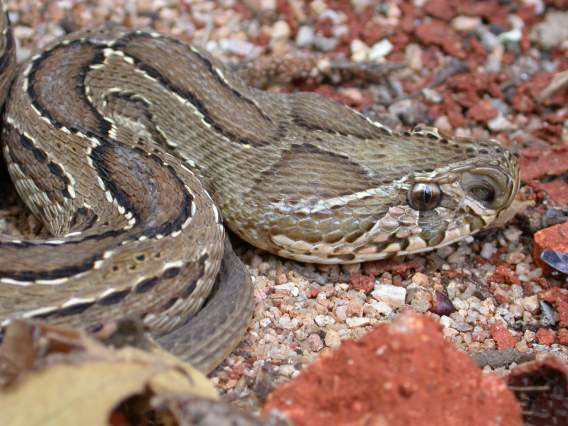
Una Daboia russelii, también conocida como víbora de Russell, cuyo veneno tiene actividad procoagulante, propiedad que se aprovecha en los ensayos de anticuerpos antifosfolípidos.

El ensayo del veneno de la víbora de Russell diluido (dRVVT, del inglés dilute Russell's viper venom time) es una prueba de laboratorio, utilizada a menudo para la detección del anticoagulante lúpico (LA).
Al tratarse de un ensayo que hace uso de reactivos de origen biológico, que son difíciles de estandarizar en cuanto concentración de principios activos y a actividad, estas diferencias en los reactivos y variaciones en las técnicas utilizadas por diferentes laboratorios pueden afectar los resultados.

## Mecanismo
Esta prueba de diagnóstico in vitro se basa en la capacidad que posee el veneno de la víbora de Russell para inducir trombosis. El principio coagulante presente en el veneno es una enzima que activa directamente al factor X de la cascada de coagulación, el factor Xa (X activado) cataliza la transformación de protrombina a trombina en presencia del factor Va, Calcio y fosfolípidos. 
En el ensayo dRVVT, se utilizan fosfolípidos y veneno de la víbora de Rusell a unas concentraciones que se encuentran en valores límites de actividad, para dar un tiempo de coagulación en torno a los 25 segundos (de 23 a 27). El utilizar estas concentraciones límite hacen que el ensayo sea sensible a ligeras modificaciones en la actividad de los fosfolípidos presentes, actividad que se ve modificada por la presencia del anticoagulante lúpico. Esto se debe a que estos anticuerpos interfieren con el rol promotor de la coagulación que cumplen los fosfolípidos en los ensayos "in vitro". 
Un tiempo de coagulación prolongado, esto es, de 30 segundos o mayor que no se corrige con la adición de un volumen igual de plasma normal, sugiere la presencia de un anticoagulante lúpico. Un resultado anormal para el ensayo dRVVT inicial debería ser seguido por un dRVVT confirmatorio.
En este ensayo, el efecto inhibitorio provocado por el anticoagulante lúpico sobre los fosfolípidos puede ser superado agregando un exceso de fosfolípidos al análisis. 
Para evitar las variaciones interensayos, los tiempos de coagulación, tanto del ensayo inicial como del ensayo confirmatorio, se determinan para cada laboratorio y cada técnica en particular y luego se hace una relación o cociente entre los tiempos obtenidos sin exceso de fosfolípido y el tiempo con exceso de fosfolípido. En general, un cociente mayor que 1,2 se considera un resultado positivo e implica que el paciente puede tener anticuerpos antifosfolípido. El test dRVVT es más sensible que el test aPTT para la detección de anticoagulante lúpico, debido a que no está influido por deficiencias o inhibidores de factores de coagulación VIII, IX o XI.

## Uso en diagnóstico
El dRVVT es uno de los ensayos habituales de un panel de ensayos médicos solicitados ante una sospecha de anticuerpos antifosfolípidos, los otros componentes son el test serológico para anticuerpos anticardiolipina y anticuerpos anti-β2 glicoproteína-I, que utilizan tecnología ELISA. El criterio de Sapporo requiere que al menos uno de los test de laboratorio arriba comentados sea positivo y que el paciente tenga, al menos, una manifestación clínica de síndrome antifosfolípido tal como trombosis vascular o mortalidad/morbilidad fetal para diagnosticar el síndrome antifosfolípidos (también conocido como síndrome de Hughes). Los resultados de los ensayos de laboratorio positivos deberían ser evaluados en dos ocasiones separadas, al menos, por doce semanas para confirmar el diagnóstico. El síndrome de anticuerpos antifosfolípidos es un marcador importante para la trombosis recurrente, y a menudo significan terapia anticoagulante por tiempo indefinido.